# 徳島県立池田高等学校三好校
徳島県立池田高等学校三好校（とくしまけんりつ いけだこうとうがっこう みよしこう）は、徳島県三好市にある県立の専門高等学校。2017年4月より、徳島県立池田高等学校三好校と改称。最寄り駅は土讃線箸蔵駅、最寄バス停は四国交通三好高校前バス停。

## 沿革
- 1946年（昭和21年）
  - 2月27日 - 三好郡町村学校組合立徳島県三好農林学校として設立認可[2]。
  - 5月15日 - 三好郡町村学校組合立徳島県三好農林学校として開校[2]。
- 1948年（昭和23年）4月1日 - 徳島県に移管して新制高等学校となり、三好農業高等学校と改称[2]。定時制課程を新設し箸蔵に中心校を三野町に分校を設置。
- 1949年（昭和24年） - 徳島県立池田高等学校に併合され同校の農業科・箸蔵分校・箸蔵分校昼間分教室とそれぞれ改称、三野分校は辻高等学校（現在の辻高）に移管[2]。
- 1952年（昭和27年）4月1日 - 徳島県三好農林高等学校として独立再発足、昼間分教室は昼間分校と改称[2]。
- 1956年（昭和31年） - 徳島県立三好農林高等学校と改称[2]。畜産課程を新設[2]。
- 1963年（昭和31年）4月 - 農村家庭課程を新設[2]。
- 1969年（昭和44年）
  - 3月末 - 昼間分校を廃止[2]。定時制課程を募集停止し、全日制のみとなる[2]。
  - 4月 - 生活科を新設し、農業科・林業科・畜産科と合わせた4科となる[2]。
- 1996年（平成8年） - 徳島県立三好高等学校と改称。
- 2017年（平成29年） - 徳島県立池田高等学校三好校と改称。

## 設置学科
2年次から各コースに分かれる
- 生物資源類
  - 生物生産コース
  - 森林環境コース
  - 食品発酵コース
- ビジネス類
  - 情報コース
  - 会計コース

## 著名な出身者
- 兼西茂 - 政治家。つるぎ町長